# Al Montoya
Álvaro "Al" Montoya (* 13. února 1985, Glenview, Illinois, USA) je bývalý americký hokejový brankář, který v severoamerické lize NHL odehrál přes 150 utkání za kluby Arizona Coyotes, New York Islanders, Winnipeg Jets, Florida Panthers, Montreal Canadiens a Edmonton Oilers.

## Kariéra
Montoya hrál mládežnický hokej za Chicago Young Americans na Loyolově akademii a amatérský hokej za Texas Tornado v lize North American Hockey League. Sezónu 2000-01 strávil v americkém rozvojovém programu. V sezóně 2002-03 začal navštěvovat Michiganskou univerzitu, kde hrál za tamější hokejový tým Wolverines. Po úspěchu v Michiganu a poté, co vychytal zlatou medaili na Mistrovství světa juniorů 2004 ve Finsku byl vybrán v 1. kole na celkově 6. místě draftu NHL 2004 týmem New York Rangers. V roce 2005 byl nominován do americké reprezentace do 20 let na další juniorský šampionát, který se hrál ve Spojených státech a po prohře v zápase o 3. místo s Českou republikou se umístili na 4. místě. Poté, co v létě 2005 podepsal s New York Rangers tříletý nováčkovský kontrakt, byl klubem odeslán na farmu do klubu Hartford Wolf Pack hrajícím ligu American Hockey League. V Hartfordu strávil další tři sezóny a po příchodu nadějného brankáře Henrika Lundqvista do organizace Rangers se stal Montoya nadbytečným. 26. února 2008 byl Montoya společně s Marcelem Hossou vyměněn do Phoenixu Coyotes za Fredrika Sjöströma, Davida LeNeveua a Joshe Grattona. Po prodloužení smlouvy s Coyotes začal sezónu 2008-09 ve farmářském týmu San Antonio Rampage. Později byl povolán ke Coyotes a 1. dubna 2009 debutoval v NHL při vítězství 3:0 nad Coloradem Avalanche a vychytal současně i své první čisté konto v NHL. V sezóně 2008-09 chytal v dalších čtyřech zápasech a celkově v pěti zápasech vychytal tři vítězné zápasy. Na jaře 2009 byl nominován na soupisku americké reprezentace pro Mistrovství světa ve Švýcarsku, kde odchytal jeden zápas a přispěl k vítězství 6:2 nad Francií. 9. února 2011 byl Montoya vyměněn do New York Islanders za výběr v 6. kole draftu NHL 2011. Montoya poprvé dostal šanci se prosadit, poté, co laborovali se zraněními brankáři Islanders: Rick DiPietro a Kevin Poulin. 29. března 2011 Montoya prodloužil s Islanders smlouvu o jeden rok.

## Úspěchy

### Individuální úspěchy
- CCHA All-Rookie Team – 2003
- All-Star Team MSJ – 2004
- Nejlepší brankář MSJ – 2004
- NCAA West 2. All-American Team – 2004
- AHL All-Star Game – 2006

### Týmové úspěchy
- Mistr CCHA – 2002-03
- Zlatá medaile na MSJ – 2004
- Mistr CCHA – 2004-05

## Statistiky

### Statistiky v základní části
| 2005-06     | Hartford Wolf Pack  | AHL         | 40  | 2.61 | 90,7 | 23 | 9  | 91  | 889  | 2 | 2094   |
| 2006-07     | Hartford Wolf Pack  | AHL         | 48  | 2.30 | 91,4 | 27 | 17 | 98  | 1042 | 6 | 2556   |
| 2007-08     | San Antonio Rampage | AHL         | 14  | 2.59 | 91,2 | 8  | 6  | 34  | 351  | 1 | 789    |
| 2007-08     | Hartford Wolf Pack  | AHL         | 31  | 2.54 | 90,8 | 16 | 8  | 72  | 713  | 0 | 1704   |
| 2008-09     | Phoenix Coyotes     | NHL         | 5   | 2.09 | 92,5 | 3  | 1  | 9   | 111  | 1 | 259    |
| 2008-09     | San Antonio Rampage | AHL         | 29  | 3.23 | 88,5 | 7  | 17 | 84  | 649  | 0 | 1562   |
| 2009-10     | San Antonio Rampage | AHL         | 14  | 2.65 | 90,4 | 4  | 7  | 34  | 322  | 0 | 771    |
| 2010-11     | New York Islanders  | NHL         | 21  | 2.39 | 92,1 | 9  | 5  | 46  | 539  | 1 | 1153   |
| 2010-11     | San Antonio Rampage | AHL         | 21  | 3.19 | 89,1 | 11 | 8  | 60  | 491  | 0 | 1130   |
| 2011-12     | New York Islanders  | NHL         | 31  | 3.10 | 89,3 | 9  | 11 | 89  | 743  | 0 | 1720   |
| 2012-13     | Winnipeg Jets       | NHL         | 7   | 2.91 | 89,9 | 3  | 1  | 17  | 151  | 1 | 351    |
| 2013-14     | Winnipeg Jets       | NHL         | 28  | 2.30 | 92,0 | 13 | 8  | 59  | 678  | 2 | 1541   |
| 2014-15     | Florida Panthers    | NHL         | 20  | 3.01 | 89,2 | 6  | 7  | 49  | 404  | 0 | 977    |
| 2015-16     | Florida Panthers    | NHL         | 25  | 2.18 | 91,9 | 12 | 7  | 49  | 559  | 0 | 1351   |
| 2016-17     | Montreal Canadiens  | NHL         |     |      |      |    |    |     |      |   |        |
| 2017-18     | Montreal Canadiens  | NHL         |     |      |      |    |    |     |      |   |        |
| NHL celkově | NHL celkově         | NHL celkově | 137 | 2.60 | 90,9 | 55 | 40 | 318 | 3185 | 5 | 7352   |
| AHL celkově | AHL celkově         | AHL celkově | 197 | 2.68 | 90,4 | 96 | 72 | 473 | 4457 | 9 | 10 606 |

### Statistiky v play off
| 2005-06     | Hartford Wolf Pack  | AHL         | 5  | 1.87 | 93,2 | 2 | 1 | 8  | 109 | 1 | 257 |
| 2006-07     | Hartford Wolf Pack  | AHL         | 7  | 3.07 | 87,3 | 3 | 4 | 20 | 138 | 1 | 391 |
| 2007-08     | San Antonio Rampage | AHL         | 1  | 4.04 | 85,7 | 0 | 1 | 4  | 24  | 0 | 59  |
| AHL celkově | AHL celkově         | AHL celkově | 13 | 2.72 | 89,4 | 5 | 6 | 32 | 271 | 2 | 707 |